# Kage Baker
Kage Baker (Hollywood, Kalifornia, 1952. június 10. – Pismo Beach, Kalifornia, 2010. január 31.) amerikai író, sci-fi és fantasy művek szerzője.

## Élete
Keresztnevét 2 nagyanyjáról (Kate, Genevieve) kapta. Grafikusként, egyházi alkalmazásban és színházi munkakörökben is dolgozott. 1997 óta ír regényeket a sci-fi és a fantasy világában. Első publikációja a Asimov’s Science Fiction magazinban jelent meg

## Munkássága
Legismertebb művei a Company időutazásos világában játszódnak.

### Díjak, nevezések
- 2003 : Nebula-díjas kisregények: The Empress of Mars jelölt
- 2004 : Hugo-díjas kisregények: The Empress of Mars jelölt
- 2004 : Theodore Sturgeon-emlékdíj: The Empress of Mars
- 2009 : World Fantasy díj: The House of the Stag jelölt